# Amiota jizushanensis
Amiota jizushanensis este o specie de muște din genul Amiota, familia Drosophilidae, descrisă de Chen și Mahito Watabe în anul 2005. Conform Catalogue of Life specia Amiota jizushanensis nu are subspecii cunoscute.